# Olympique Lyonnais 1992-1993
Questa pagina raccoglie le informazioni sull'Olympique Lyonnais nella stagione 1992-1993.

## Rosa
| N. |                    | Ruolo | Calciatore         |
| -- | ------------------ | ----- | ------------------ |
|    | Francia (bandiera) | P     | Gilles Rousset     |
|    | Francia (bandiera) | D     | Bruno N'Gotty      |
|    | Camerun (bandiera) | D     | Romarin Billong    |
|    | Francia (bandiera) | D     | Ghislain Anselmini |
|    | Francia (bandiera) | D     | Maxence Flachez    |
|    | Francia (bandiera) | D     | Jean-Marc Moulin   |
|    | Francia (bandiera) | D     | Alexandre Bès      |
|    | Francia (bandiera) | D     | Pascal Fugier      |
|    | Francia (bandiera) | D     | Eric Péan          |
|    | Francia (bandiera) | D     | Alain Colacicco    |
|    | Francia (bandiera) | D     | Patrice Ferri      |
|    | Francia (bandiera) | D     | Yann Bardon        |
|    | Francia (bandiera) | C     | Franck Gava        |

| N. |                    | Ruolo | Calciatore             |
| -- | ------------------ | ----- | ---------------------- |
|    | Francia (bandiera) | C     | Sylvain Deplace        |
|    | Francia (bandiera) | C     | Claude-Arnaud Rivenet  |
|    | Francia (bandiera) | C     | Laurent Debrosse       |
|    | Francia (bandiera) | C     | Pierre Chavrondier     |
|    | Francia (bandiera) | C     | Bruno Génésio          |
|    | Francia (bandiera) | C     | Rémi Garde             |
|    | Spagna (bandiera)  | C     | Alfonso Fernandez Leal |
|    | Francia (bandiera) | C     | Christophe Breton      |
|    | Francia (bandiera) | A     | Florian Maurice        |
|    | Liberia (bandiera) | A     | James Debbah           |
|    | Francia (bandiera) | A     | Laurent Delamontagne   |
|    | Francia (bandiera) | A     | Samassi Abou           |
|    | Francia (bandiera) | A     | Guillaume Masson       |

## Risultati finali
- Campionato: Quattordicesima posizione
- Coppa di Francia: Eliminato ai trentaduesimi di finale